# حالات خاصة (سلسلة روايات)
حالات خاصة هي سلسلة روايات من إنتاج المؤسسة العربية الحديثة، وتتحدث السلسلة عن مذكرات طبيب نفسي يصارع للحفاظ على حياته والحفاظ على سلامه عقله.

## مقدمة عن السلسلة
سلسلة من القصص التي تدور حول طبيب نفسي يدعى الدكتور ياسين العوضي وفي كل قصة يتم معالجة حالة نفسية جديدة عن طريق مريض يعاني من هذه الحالة يقوم بزيارة الدكتور ياسين لتلقي العلاج.

## أعداد السلسلة
1. حالة الحاسة السادسة .
2. حالة بارانويا
3. حالة مستحيلة
4. حالة الفراشة السوداء
5. حالة ديجافو
6. حالة فوبيا
7. حالة اشتباه
8. حالة حبيبة قلبي
9. حالة السائرين نياما
10. حالة النصف الأخر
11. حالتها...!
12. نوستاليجا

### الأعداد الخاصة
- حالة زوجة اديب

## وصلات خارجية
موقع روايات